# Johann Gottlob Benjamin Pfeil
Johann Gottlob Benjamin Pfeil (* 10. November 1732 in Freiberg; † 28. September 1800 in Rammelburg) war ein deutscher Jurist und Schriftsteller.

## Leben
Er besuchte das Gymnasium in Chemnitz und studierte ab 1752 an der Universität Leipzig Rechtswissenschaft. Im Jahr 1763 wurde er Hofmeister beim jungen Karl August Freiherr von Friesen auf Schloss Rammelburg. Nach seiner Promotion zum Dr. jur. (1768) wurde er Justizrat und Amtmann zu Rammelburg.
Persönlich bekannt war er mit Johann Wolfgang von Goethe. Seit 1793 war er Mitglied der Akademie nützlicher Wissenschaften in Erfurt.
Pfeil war an der Einführung zweier neuer literarischer Stilrichtungen in Deutschland beteiligt: Zusammen mit Gotthold Ephraim Lessings Miss Sara Sampson (1755) begründet seine Lucie Woodvil (1756), ein „bürgerliches Trauerspiel der Abschreckung“, das neue Genre des bürgerlichen Trauerspiels. Und sein Versuch in moralischen Erzählungen (1757) berücksichtigt englische und französische Erzähltraditionen. Die Botschaft der Tugend ist dabei wichtiger als die Originalität.
Er war verheiratet mit Johanna Groß († 17. August 1777) aus Leipzig, mit der er zwei Kinder hatte. In zweiter Ehe heiratete Pfeil am 29. September 1778 Eva Clara Johanna Leonardine Göckingk († 5. Dezember 1792), die Schwester des Dichters und Nationalökonomen Leopold Friedrich Günther von Goeckingk (1748–1828). Aus dieser Ehe gingen acht Kinder hervor, darunter der spätere „Forstliche Klassiker“ Friedrich Wilhelm Leopold Pfeil.
Johann Gottlob Benjamin Pfeil starb an einem Schlaganfall und wurde am 1. Oktober 1800 auf dem Friedhof der Freiherren von Friesen begraben.

## Werke
- Lucie Woodvill, Trauerspiel, 1756 (Ausg. Leipzig 1786 online – Internet Archive). - Neuauflage, hg. v. Dietmar Till: Wehrhahn Verlag, Hannover 2006, ISBN 3-932324-86-2
- Die Geschichte des Grafen von P., Wien 1766 (Drucker: Thomas von Trattner, online – Internet Archive)
- Versuch in moralischen Erzählungen, Lankischens Buchhandlung, Leipzig 1757. - Neuauflage hg. v. Alexander Košenina: Röhrig Verlag, St. Ingbert 2006, ISBN 3-86110-361-3